# Czeskie Narodowe Archiwum Filmowe

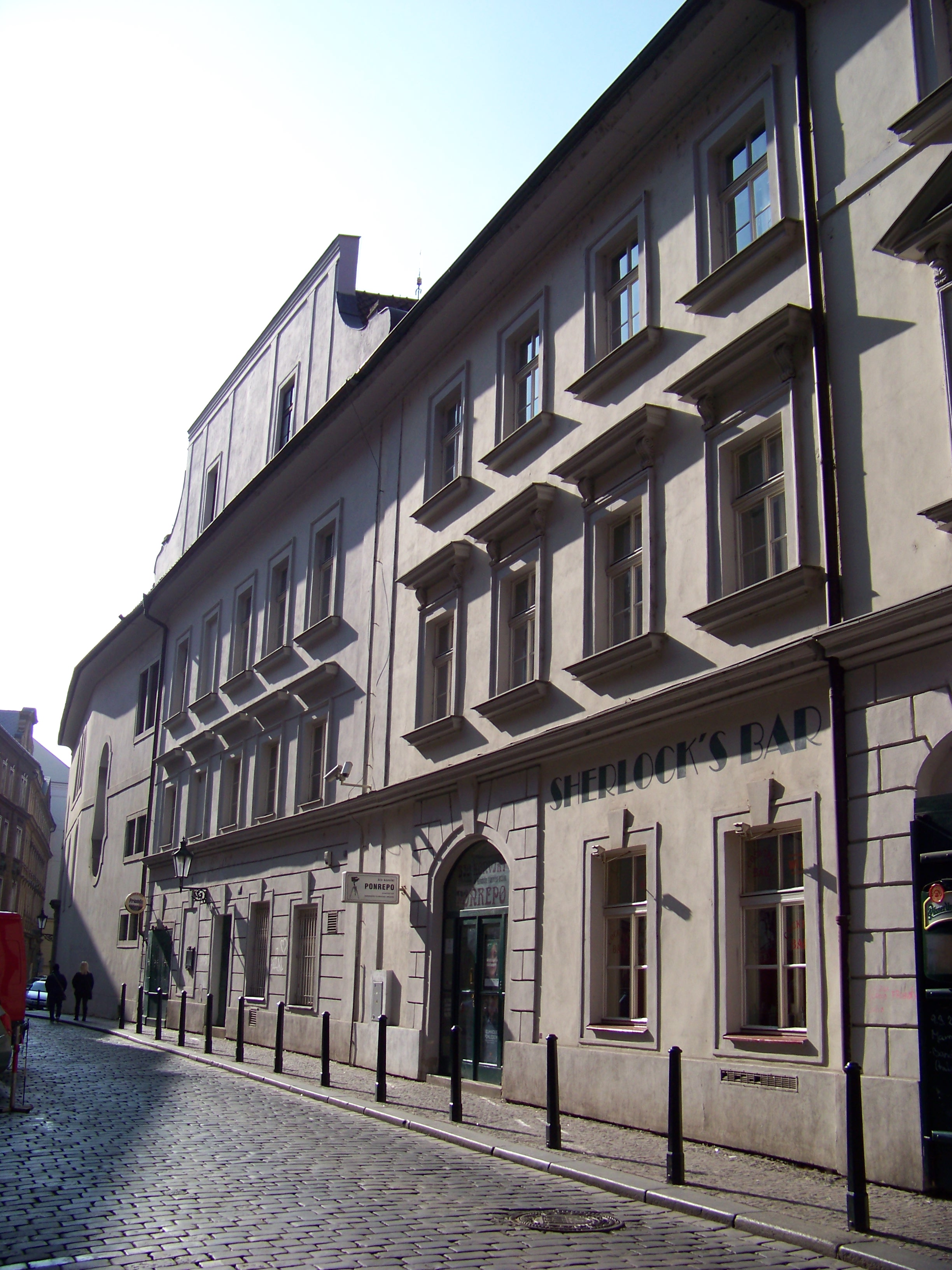
Siedziba Czeskiego Narodowego Archiwum Filmowego (Bartolomějská 11, Praga)

Czeskie Narodowe Archiwum Filmowe (cz. Národní filmový archiv, skrót NFA) – archiwum filmowe zlokalizowane w Pradze w Czechach, założone w 1943 roku. W latach 1943–1945 funkcjonowało pod nazwą Filmový archiv, od 1945 do 1989 roku jako część instytucji Československý filmový ústav, a następnie od 1990 do 1992 roku jako Český filmový archiv. W 1946 roku zostało członkiem Międzynarodowej Federacji Archiwów Filmowych. W 1997 roku stało się członkiem założycielem Stowarzyszenia Europejskich Archiwów Filmowych i Kinotek, ACE (Association des Cinémathèques Européenes).

## Historia
Pierwowzorem NFA było Czesko-Morawskie Archiwum Filmowe, założone w 1943 roku jako instytucja podległa nazistowskiej kinematografii niemieckiej. Nominalnie dyrektorem instytucji był Niemiec Walter Gottfried Lohmeyer, lecz właściwy wkład w rozwój archiwum wniósł Czech Jindřich Brichta. W 1945 roku archiwum uległo nacjonalizacji i przemianowaniu na Czechosłowacki Instytut Filmowy (Československý filmový ústav), a w 1948 roku – zupełnemu przejęciu przez Komunistyczną Partię Czechosłowacji. Zadaniem archiwum od początku istnienia było gromadzenie, przetwarzanie, przechowywanie i dalsze wykorzystywanie dokumentów dotyczących rozwoju kinematografii. Archiwum zupełnie straciło autonomię na początku lat 50. W trakcie kolejnych reorganizacji państwowego przedsiębiorstwa ČSF Archiwum Filmowe i jego poszczególne działy były przyłączane do różnych przedsiębiorstw i jednostek. W 1963 roku ponownie utworzono ČSFÚ, z podległym mu Archiwum Filmowym. W 1975 roku Instytut Filmowy stał się niezależną jednostką gospodarczą i jednocześnie uzyskał osobowość prawną. Archiwum Filmowe pod jego auspicjami funkcjonowało aż do końca lat osiemdziesiątych.
W 1990 roku ČSFÚ został zreorganizowany i przemianowany na Czeski Instytut Filmowy (ČFÚ). Niedługo potem, decyzją ministra kultury, państwowa organizacja gospodarcza ČFÚ została przekształcona w państwową instytucję dotowaną o nazwie Narodowe Archiwum Filmowe (NFA).

## Znaczenie instytucji
Czeskie Archiwum Filmowe stanowi kluczową instytucję archiwistyczną w Czechach, ale też sprawuje opiekę nad kinematografią czeską. Organizacja aktywnie uczestniczy w działalności naukowej, wydawniczej oraz wystawienniczej, promując dziedzictwo filmowe i wspierając rozwój współczesnego kina czeskiego. Od 2011 roku NFA realizuje ambitne projekty digitalizacyjne, obejmujące takie dzieła jak Małgorzata, córka Łazarza, Pali się, moja panno, Pociągi pod specjalnym nadzorem, Ikaria XB-1, Przypadek dla początkującego kata, Adelheid i inne.
NFA sprawuje opiekę nad ponad 150 milionami metrów taśmy filmowej, ponad 500 000 zdjęć, ponad 30 000 plakatów i 100 000 materiałów promocyjnych. Zbiory archiwalne i biblioteka filmowa służą profesjonalistom zajmującym się badaniami naukowymi i są źródłem informacji oraz materiałów dla współczesnej produkcji audiowizualnej. W latach 1965–2008 NFA zabezpieczyło prawie 24 miliony metrów taśmy filmowej skopiowanej z łatwopalnych materiałów. Czeskie Archiwum Filmowe zachowało ostatnie ocalałe kopie wielu filmów, które uznano za zaginione – Match de prestidigitation (1904), La Chaussette (1905), Amoreux de Madame (1909) Georges’a Mélièsa, Flowing Gold (1924), wersję  Ben-Hura (1925) w Technicolorze, Zaginiony świat (1925), Borrowed Finery (1925), Her Wild Oat (1927), It (1927), Now We’re In The Air (1927), najlepiej zachowaną wersję Wschodu słońca: Pieśni o dwojgu ludziach (1927) Friedricha Wilhelma Murnaua, kolorową wersję Tajemniczej wyspy (1929) oraz różne filmy Johna Forda, Henry’ego Kinga, Toda Browninga, Maurice’a Tourneura i Williama Wellmana.